# 川岸バスストップ
川岸バスストップ（かわぎしバスストップ）は、長野県岡谷市にある中央自動車道上のバス停留所である。
「中央道川岸」と表記されている。

## 停車する路線
- 飯田 - 新宿線（中央高速バス、アルピコ交通） ※一部便のみ停車
元八王子BS - 川岸BS - 辰野BS
- 駒ヶ根・伊那 - 新宿線（中央高速バス、伊那バス・信南交通・山梨交通・フジエクスプレス・京王バス） ※一部便のみ停車
元八王子BS - 川岸BS - 辰野BS
- 飯田 - 長野線（みすずハイウェイバス、伊那バス・信南交通・アルピコ交通）
辰野BS - 川岸BS - 岡谷BS

## バス停へのアクセス
中央本線川岸駅より徒歩15分。